# Rio Reprua

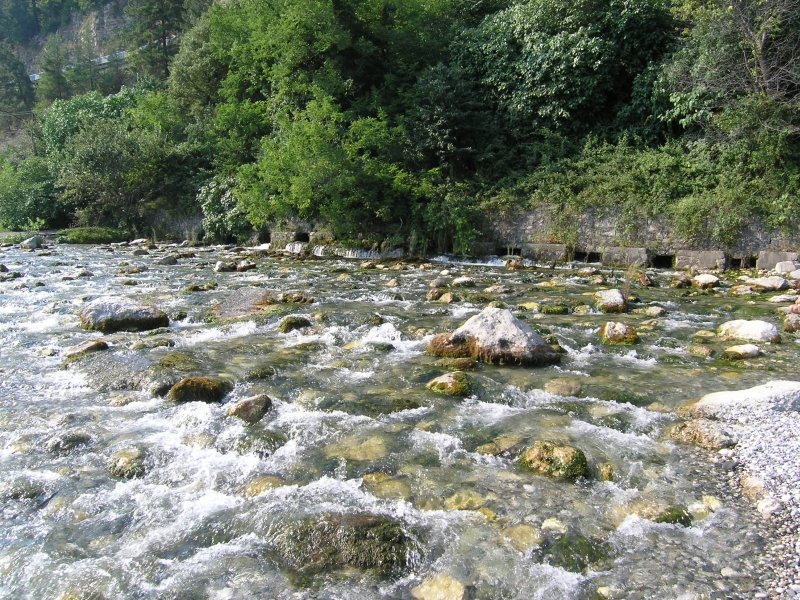
rio Reprua.

O rio Reprua é um curso de água do distrito Gagra, na Abkházia, Geórgia. Este pequeno rio com apenas 27 metros (89 pés) de comprimento, é, possivelmente, o menor rio do mundo.  O seu curso de água tem origem nas suas nascentes na formação casica da Caverna Voronya. O Reprua desagua no Mar Negro.